# 初英山

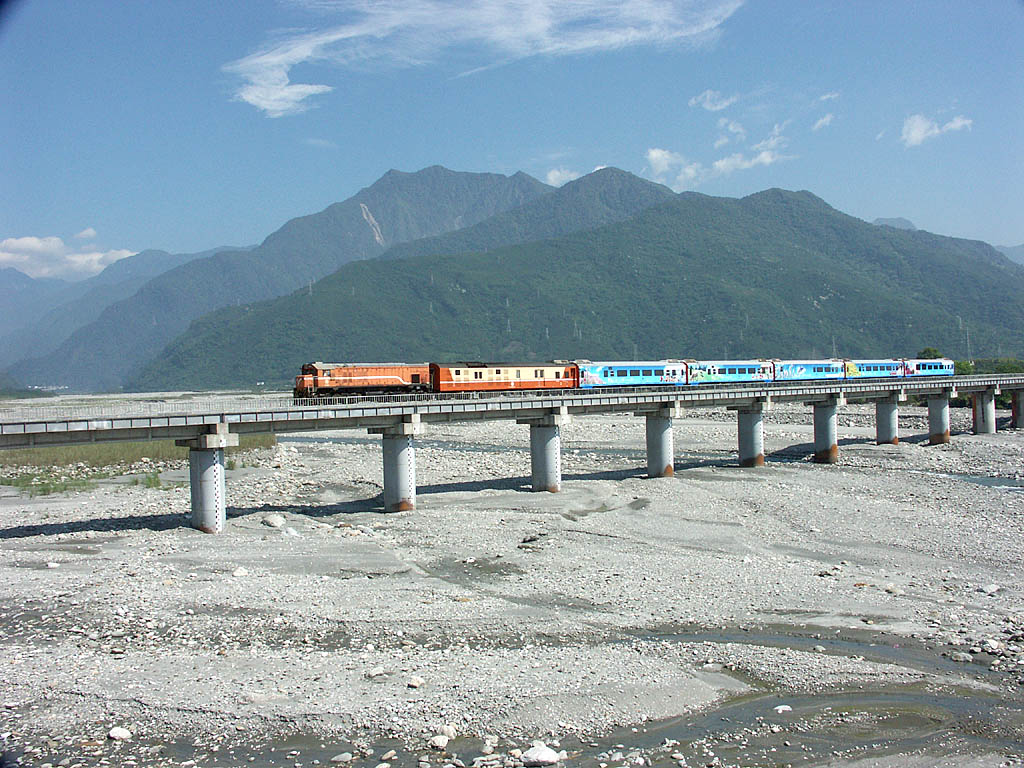
木瓜渓下流の花東鉄橋を渡る台湾鉄路の観光列車「宝島星号」と、背後に望む初英山

初英山（しょえいさん、英語: Mount Chuying、タロコ語: Dgiyaq mkeibuh）または初音山（しょうおんさん）は、台湾花蓮県吉安郷復興村と秀林郷銅門村の境界に位置する独立峰。標高は906メートルで、復興村の最高峰であり、台湾小百岳のひとつとしてハイキングコースも整備されている。
初英山は吉安渓と花蓮渓の支流である木瓜渓の分水嶺であり、かつては北西にある七腳川山（標高2,312m）の一部とされていたが、日本統治時代後に独立峰とされるようになった。山名は日本統治時代の南麓の地名「初音」に由来する。山頂には二等三角点・1214号がある。山頂は草に囲まれ展望はよくない。

## 参照項目
- 台湾小百岳